# Fernando Tropea
Fernando Tropea (Bracciano, 5 maggio 1905 – Castel San Pietro Romano, 7 luglio 1985) è stato un montatore italiano.

## Filmografia parziale
- Gli uomini, che mascalzoni..., regia di Mario Camerini (1932)
- O la borsa o la vita, regia di Carlo Ludovico Bragaglia (1932)
- Non son gelosa, regia di Carlo Ludovico Bragaglia (1933)
- T'amerò sempre, regia di Mario Camerini (1933)
- La canzone del sole, regia di Max Neufeld (1933)
- Un cattivo soggetto, regia di Carlo Ludovico Bragaglia (1933)
- Cento di questi giorni, regia di Augusto Camerini e Mario Camerini (1933)
- Frutto acerbo, regia di Carlo Ludovico Bragaglia (1934)
- Il cappello a tre punte, regia di Mario Camerini (1935)
- The Divine Spark, regia di Carmine Gallone (1935)
- Casta diva, regia di Carmine Gallone (1935)
- Darò un milione, regia di Mario Camerini (1935)
- Quei due, regia di Gennaro Righelli (1935)
- La gondola delle chimere, regia di Augusto Genina (1936)
- Una donna tra due mondi, regia di Goffredo Alessandrini (1936)
- Il grande appello, regia di Mario Camerini (1936)
- Joe il rosso, regia di Raffaello Matarazzo (1936)
- I due misantropi, regia di Amleto Palermi (1937)
- Gli ultimi giorni di Pompeo, regia di Mario Mattoli (1937)
- L'albero di Adamo, regia di Mario Bonnard (1937)
- Il destino in tasca, regia di Gennaro Righelli (1938)
- Come le foglie, regia di Mario Camerini (1938)
- Hanno rapito un uomo, regia di Gennaro Righelli (1938)
- Mia moglie si diverte, regia di Paul Verhoeven (1938)
- Fuochi d'artificio, regia di Gennaro Righelli (1938)
- La dama bianca, regia di Mario Mattoli (1938)
- Ai vostri ordini, signora..., regia di Mario Mattoli (1939) - con lo pseudonimo Fernando Felli
- Castelli in aria, regia di Augusto Genina (1939)
- Napoli che non muore, regia di Amleto Palermi (1939)
- Eravamo sette vedove, regia di Mario Mattoli (1939)
- Imputato, alzatevi!, regia di Mario Mattoli (1939)
- Carmen fra i rossi, regia di Edgar Neville (1939)
- Le due madri, regia di Amleto Palermi (1940)
- Lo smemorato, regia di Gennaro Righelli (1940)
- Luce nelle tenebre, regia di Mario Mattoli (1941)
- Voglio vivere così, regia di Mario Mattoli (1942)
- Luisa Sanfelice, regia di Leo Menardi (1942)
- La donna è mobile, regia di Mario Mattoli (1942)
- Labbra serrate, regia di Mario Mattoli (1942)
- Quarta pagina, regia di Nicola Manzari (1942)
- Stasera niente di nuovo, regia di Mario Mattoli (1942)
- L'avventura di Annabella, regia di Leo Menardi (1942)
- Il viaggio del signor Perrichon, regia di Paolo Moffa (1943)
- Non sono superstizioso... ma!, regia di Carlo Ludovico Bragaglia (1943)
- La vispa Teresa, regia di Mario Mattoli (1943)
- L'ultima carrozzella, regia di Mario Mattoli (1943)
- La vita ricomincia, regia di Mario Mattoli (1945)
- Lo sbaglio di essere vivo, regia di Carlo Ludovico Bragaglia (1945)
- Partenza ore 7, regia di Mario Mattoli (1946)
- Il segreto di Don Giovanni, regia di Camillo Mastrocinque (1947)
- I due orfanelli, regia di Mario Mattoli (1947)
- Assunta Spina, regia di Mario Mattoli (1948)
- Il bacio di una morta, regia di Guido Brignone (1949)
- Santo disonore, regia di Guido Brignone (1950)
- Bellezze in bicicletta, regia di Carlo Campogalliani (1951)
- Stasera sciopero, regia di Mario Bonnard (1951)
- Libera uscita, regia di Duilio Coletti (1951)
- Licenza premio, regia di Max Neufeld (1951)
- Wanda, la peccatrice, regia di Duilio Coletti (1952)